# 技术与继续教育学院
澳洲技職教育（英語：Technical And Further Education，縮寫：TAFE）是澳大利亚的一個教育制度。主要提供一个广泛的职业高等教育的课程，主要的课程排位在国家训练系统/澳大利亚资格框架/澳大利亚质量培训框架中。领域包括商业、财政即金融学、殷勤、旅游业、建设、工程学、视觉艺术、信息技术和社会工作。
根据不同的州或领地，个人TAFE机构（通常与众多校园一起）被称为院校或者机构。TAFE学院为私人所有、且被各种州和领地的政府资助并运营。

### 各州/领地TAFE网站
- TAFE NSW （页面存档备份，存于） 新南威尔士州技术与继续教育学院
- TAFE Victoria （页面存档备份，存于） 维多利亚州技术与继续教育学院
  - Victorian TAFE Courses
- TAFE QLD 昆士兰州技术与继续教育学院
  - Trade and Technician Skills Institute
- TAFE SA （页面存档备份，存于） 南澳大利亚州技术与继续教育学院
- TAFE WA （页面存档备份，存于） 西澳大利亚州技术与继续教育学院
  - West Coast Institute of Training
- TAFE Tasmania 塔斯马尼亚州技术与继续教育学院
- Canberra Institute of Technology （页面存档备份，存于）
- International colleges in Australasia （页面存档备份，存于）
- Best courses and colleges in india
- Short term course list in india